# Jüdischer Friedhof (Essingen)
Der jüdische Friedhof in Essingen, einer Ortsgemeinde im Landkreis Südliche Weinstraße in Rheinland-Pfalz, ist ein geschütztes Kulturdenkmal und befindet sich an der Gartenstraße östlich des Dorfes.

## Geschichte
Der alte Teil des jüdischen Friedhofs in Essingen wurde nach einer Inschrift am Eingang des Friedhofes 1618 angelegt. Der Friedhof wurde bis ins 19. Jahrhundert mehrmals erweitert und 1761 wurde er auch teilweise aufgefüllt, sodass weitere Gräber angelegt werden konnten. Der Friedhof war ein Verbandsfriedhof auf dem etwa 30 umliegende jüdische Gemeinden ihre Toten beisetzten. Im 19. Jahrhundert konnten viele jüdische Gemeinden eigene Friedhöfe anlegen und schieden deshalb aus dem Friedhofsverband aus. Folgende jüdische Gemeinden bestatteten ihre Toten im 19. Jahrhundert noch in Essingen: Altdorf, Arzheim, Böbingen, Böchingen, Burrweiler, Diedesfeld, Edenkoben, Edesheim, Freimersheim, Gommersheim, Kirrweiler, Maikammer und Venningen.
Als 1869 der alte Teil des Friedhofes vollständig belegt war, wurde auf der anderen, nördlichen Straßenseite ein neuer Friedhof angelegt. Der alte Teil des Friedhofs hat eine Fläche von 85,87 Ar und heute sind noch etwa 1700 Grabsteine (Mazewot) vorhanden. Der älteste Grabstein ist von 1647. Der neue Teil des Friedhofs besitzt eine Fläche von 24,28 Ar und 263 Grabsteine sind noch vorhanden. Die letzte Bestattung war im Jahr 1939.